# 신성 동맹 (1571년)

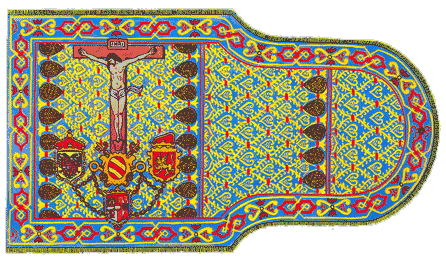
레판토 해전에서 신성 동맹이 사용한 깃발.

1571년 신성동맹은 교황 비오 5세와 지중해의 거의 모든 주요 가톨릭 해상 국가가 포함되어 조직된 동맹이다. 이들은 동 지중해를 지배하는 오스만 제국의 팽창을 저지하기로 1571년 5월 25일 공식적으로 선포했다. 참가국은 교황령, 합스부르크 왕조 시대의 스페인, 나폴리 왕국과 시칠리아 왕국, 베네치아 공화국, 제노바 공화국, 토스카나 대공국, 사보이 공국, 파르마 공국과 우르비노 공국 그리고 몰타 기사단이었다. 이들 국가들이 가지고 있던 군사력은 200척의 갤리선, 100척의 기타 선박, 50,000명의 보병, 4,500명의 기병과 그에 어울리는 포병대를 준비하는데 다음해 4월 1일까지 거의 1년을 소비했다. 최고 사령관에는 스페인의 펠리페 2세(Philip II of Spain)의 배다른 동생인 돈 후안 데 아우스트리아가 지명되었다. 이것은 동맹의 기금 3할은 스페인이, 2할은 베네치아, 1할은 교황령이 부담하였기 때문이다.
동맹 가입에 대한 회원의 자격은 열려 있었지만 신성 로마 제국, 프랑스와 포르투갈은 결코 참가하지 않았다. 신성 로마 제국은 오히려 오스만 제국과의 휴전을 주장하였고, 프랑스는 오스만 제국과 마찬가지로 대(對)스페인 동맹에 적극적이었다. 포르투갈은 힘겨운 모로코 전역에 종사하고 있는 데다가 오스만 제국과 이미 홍해와 인도양에서 해상 대결을 진행하고 있던 중이라서 군사력을 할애할 수가 없었다.
신성 동맹은 처음엔 베네치아의 키프로스를 방어하기 위해 함대를 소집하였는데, 그것은 1570년 7월 라라 무스타파(Lala Mustafa)가 지휘하는 오스만 군대가 침공했기 때문이었다. 하지만 너무 늦어져 섬은 오스만 군대에게 점령당했다.
1571년 8월 7일 그렇지만 동맹은 서쪽 그리스 해안에서 떨어진 레판토 해전(Battle of Lepanto)에서 오스만 제국 함대를 궤멸시키는 승리를 거두었다. 1573년 평화 조약에 서명하면서 동맹은 해산되었다.

## 같이 보기
- 몰타 공방전 (1565년)